# エンリコ・フミア
エンリコ・フミア（Enrico Fumia 、1948年5月16日 - ）は、イタリアの工業デザイナーである。
フミア・デザイン・アソチャーティの代表を務める。伝統と革新を巧みにバランスさせるカーデザイナーとして有名。

## 略歴
- 1948年 - イタリア・トリノに生まれる。
- 1976年 - トリノ工科大学卒業（航空力学専攻）同年、イタリアのカロッツェリア・ピニンファリーナ入社（開発担当役員まで歴任）。
- 1991年 - チェントロスティーレ・ランチア（フィアット社ランチアデザイン部長）。
- 1998年 - マスターデザインインターナショナル設立。
- 2002年 - フミア・デザイン設立。
- 2003年 - フミア・デザイン・アソチャーティ設立。

## デザインテーマ
『己が最初の顧客である』という概念のもと、機能性を優先した革新を実現する。無駄のないスタイリングで、完全な調和が図られた上、意思が貫徹されたデザインを特徴とする。
ピニンファリーナ時代には、アルファロメオの伝統的スタイルの発展型として164をデザインした。164では、一時期のアルファロメオでは目立たなかったフロントの盾形グリルを大きく配置することで、1990年代の同社のデザインの基調を作った。
アルファロメオ・GTV/スパイダー(1995年)のデザインでは、ボディ側面に164と同様の彫り込みを入れているが、それを前方へ向けて傾斜することで正統的なキャラクター・ラインとは大きく異なる斬新さを盛り込み、一方でエンジンフードの開口部、ソフトトップ・カバーとフェンダー、ドア・ハンドルとエア・アウトレットなど機能を表現している。これは「"形態は機能に従う"という前提に基づき、スタイルと機能の不可分性を大切にした結果」であると語っている。（）

## 代表作
量産車部門

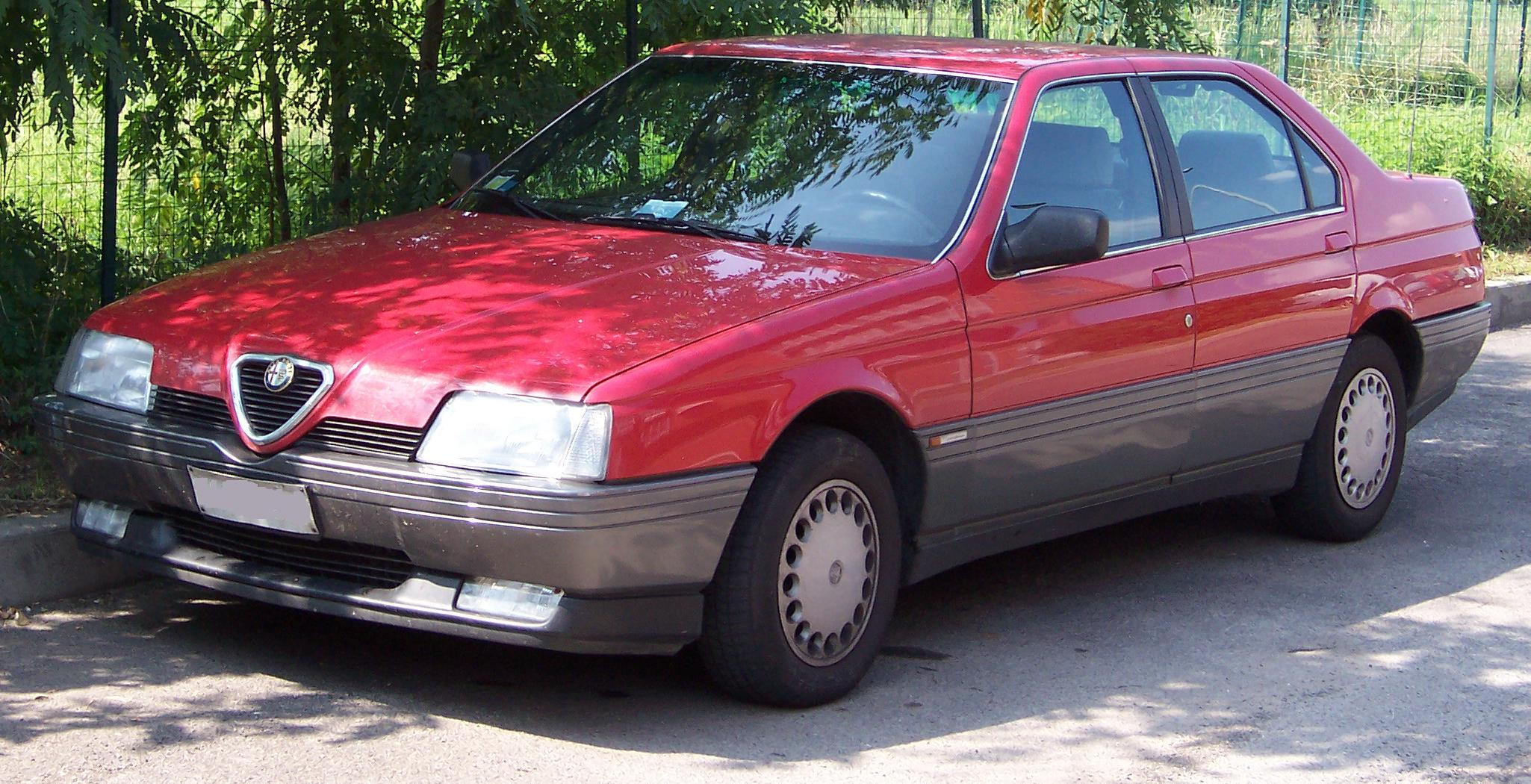
アルファロメオ・164
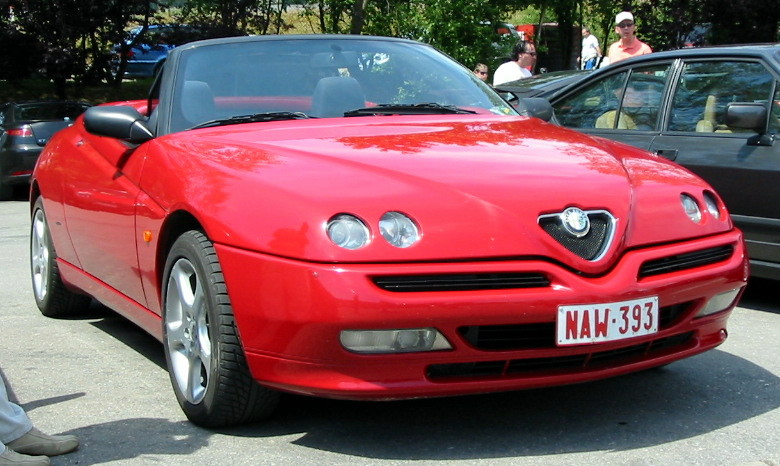
アルファロメオ・GTV
- アルファロメオ・スパイダー
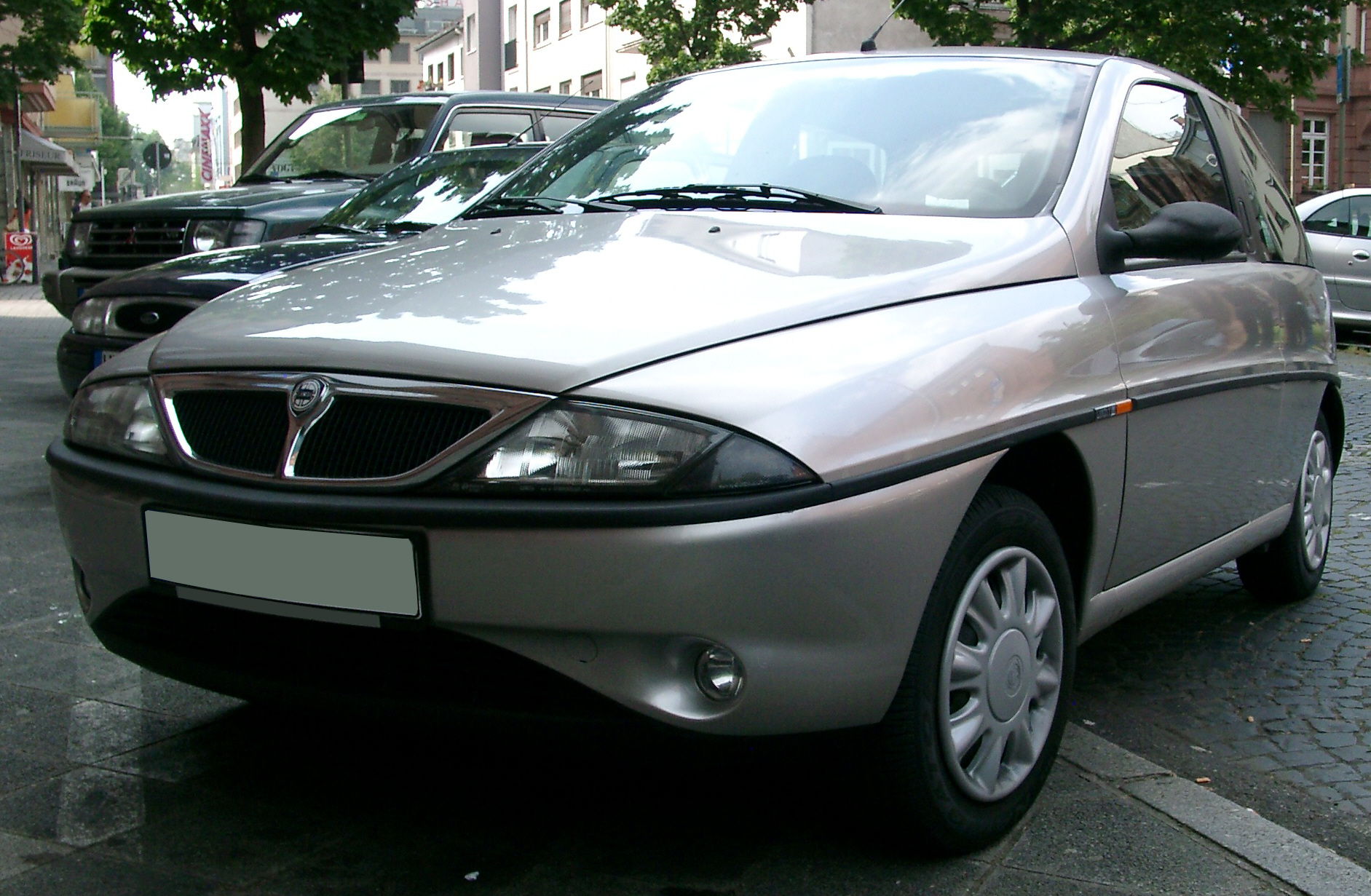
ランチア・イプシロン
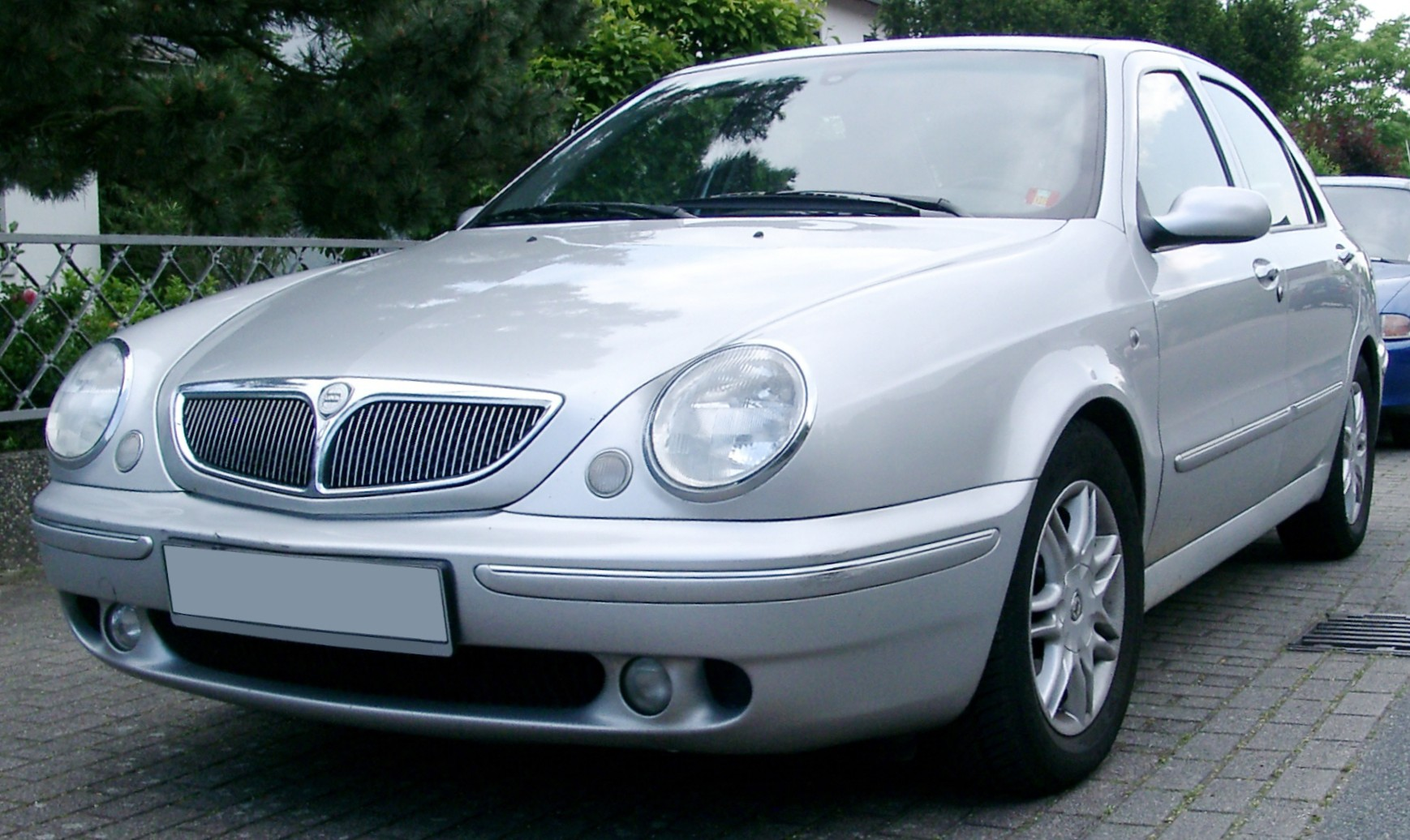
ランチア・リブラ
- マセラティ・3200GT（内装）
- マセラティ・クーペ スパイダー（内装）
- スバル・レガシィ（フロント）

- アルファロメオ・164
- アルファロメオ・スパイダー
- ランチア・イプシロン
- ランチア・リブラ

プロトタイプ部門
- クーペ・フィアット
- アウディ・クオーツ
- フェラーリF90
- 奇瑞S16-WOW

プロダクト部門
- ユピテル工業・レーダー探知機
- ユピテル工業・カーセキュリティ
- 遊戯機器
- スティロリネア・ペン